# Vergatario
Vergatario（ヴェルガタリオ）はベネズエラ政府と中国のZTEの合弁会社であるVetelca（ブテルカ）が製造・販売しているCDMA方式の初の国産携帯電話端末。ベネズエラ政府の助成により約14～15ドルという低価格で販売されており、英紙ガーディアンは「おそらく世界で最も安い携帯だろう」と報じている。完成した際は当時のウゴ・チャベス大統領がテレビで自らの母親との通話を披露してる。
低価格ながらネット接続が可能で、カメラやFMラジオチューナーも搭載しており、MP3・MP4プレーヤーとして音楽や動画を視聴できるなど機能は充実している。
2009年5月9日にベネズエラで発売されたが、用意されていた5000台はすぐに売り切れた。ベネズエラ政府は2009年末までに60万台の生産を見込んでおり、2010年までに100万台、2011年までに200万台の生産を目指している。また、ラテンアメリカやカリブ海諸国、世界への輸出も考えているという。
また、ベネズエラ政府は中国の浪潮集団とVITを設立して国産コンピュータの製造も行っている。